# Brumărițe
Brumărițe (Prunellidae) reprezintă o familie restrânsă de păsări, care cuprinde 12 specii răspândite în regiunile temperate și reci în ținuturile montane din Europa și Asia; pot ajunge până la limita zăpezilor eterne. Ele seamănă cu Turidele și Fringilidele. Păsările trăiesc ascunse de obicei pe sol printre ierburi, fiind păsări foarte prudente.
În România se pot întâlni două specii: brumărița de stâncă (Prunella collaris) și brumărița de pădure (Prunella modularis).

## Taxonomie
Genul Prunella a fost introdus de către ornitologul francez Louis Vieillot în 1816, având ca specie tip brumărița de pădure (Prunella modularis). Deși genul este de obicei folosit pentru toate brumărițele, brumărița de stâncă și brumărița himalaiană sunt uneori separate în genul Laiscopus.

## Descriere
Brumărițele sunt specii mici, destul de monotone. Au 14 până la 18 cm lungime și cântăresc între 25 și 35 g. Au ciocul subțire și ascuțit, reflectând dieta lor alcătuită din insecte care se găsesc pe pământ vara, sporită cu semințe și fructe de pădure iarna. De asemenea, pot înghiți nisip pentru a-și ajuta stomacul să spargă aceste semințe.

## Habitat
Habitatul lor tipic este alcătuit din regiunile muntoase într-o zonă mult deasupra liniei copacilor, dar sub linia zăpezii. Brumărița himalaiană poate fi găsită până la 5.200 metri deasupra nivelului mării atunci când se reproduce; totuși, majoritatea brumărițelor se înmulțesc în vegetația de tufă la niveluri inferioare. Majoritatea speciilor migrează în jos pentru a petrece iarna, doar unele fiind suficient de rezistente pentru a rămâne.

## Specii
Sunt recunoscute următoarele specii:
Familie: PRUNELLIDAE
- Gen: Prunella
  - Brumăriță de stâncă, Prunella collaris
  - Brumăriță himalaiană, Prunella himalayana
  - Brumăriță cu gât negru, Prunella atrogularis
  - Brumăriță brună, Prunella fulvescens
  - Brumăriță de pădure, Prunella modularis
  - Brumăriță japoneză, Prunella rubida
  - Brumăriță cu spate maro, Prunella immaculata
  - Brumăriță mongolă, Prunella koslowi
  - Brumăriță caucaziană, Prunella ocularis
  - Brumăriță cu gât roșu, Prunella rubeculoides
  - Brumăriță cu piept ruginiu, Prunella strophiata
  - Brumăriță siberiană, Prunella montanella

## Galerie

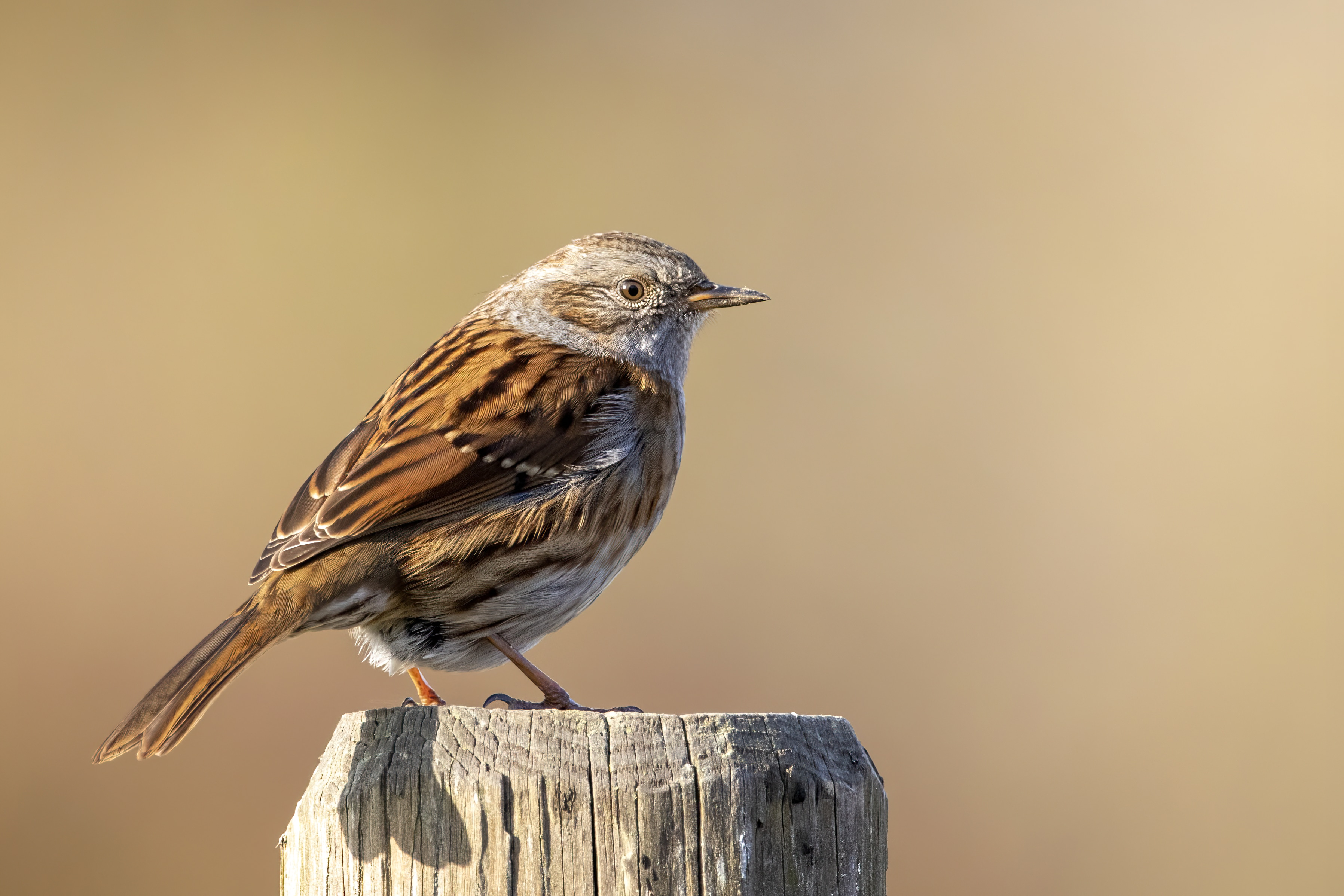
Brumăriță de pădure (Prunella modularis)
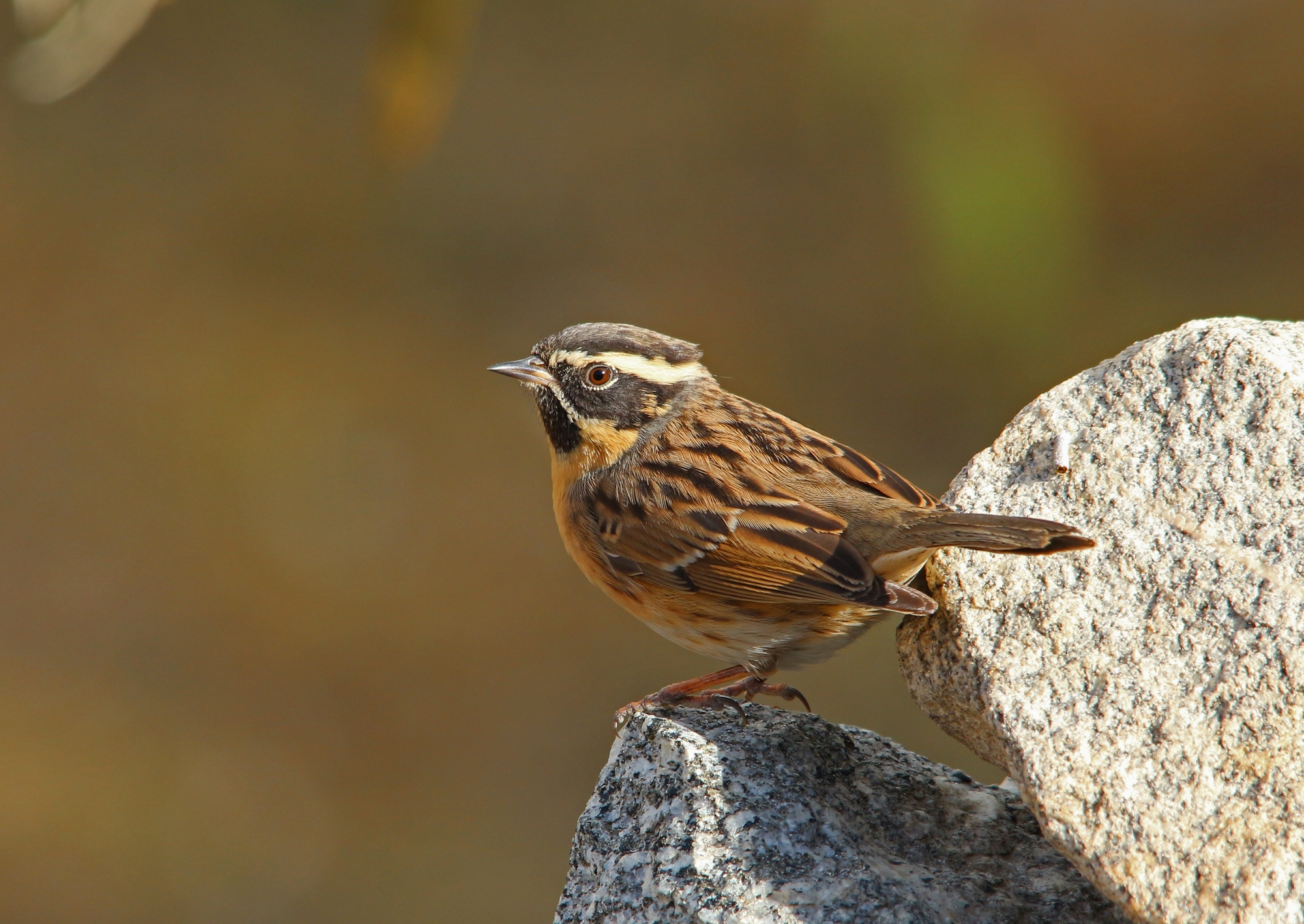
Brumăriță cu gât negru (Prunella atrogularis)
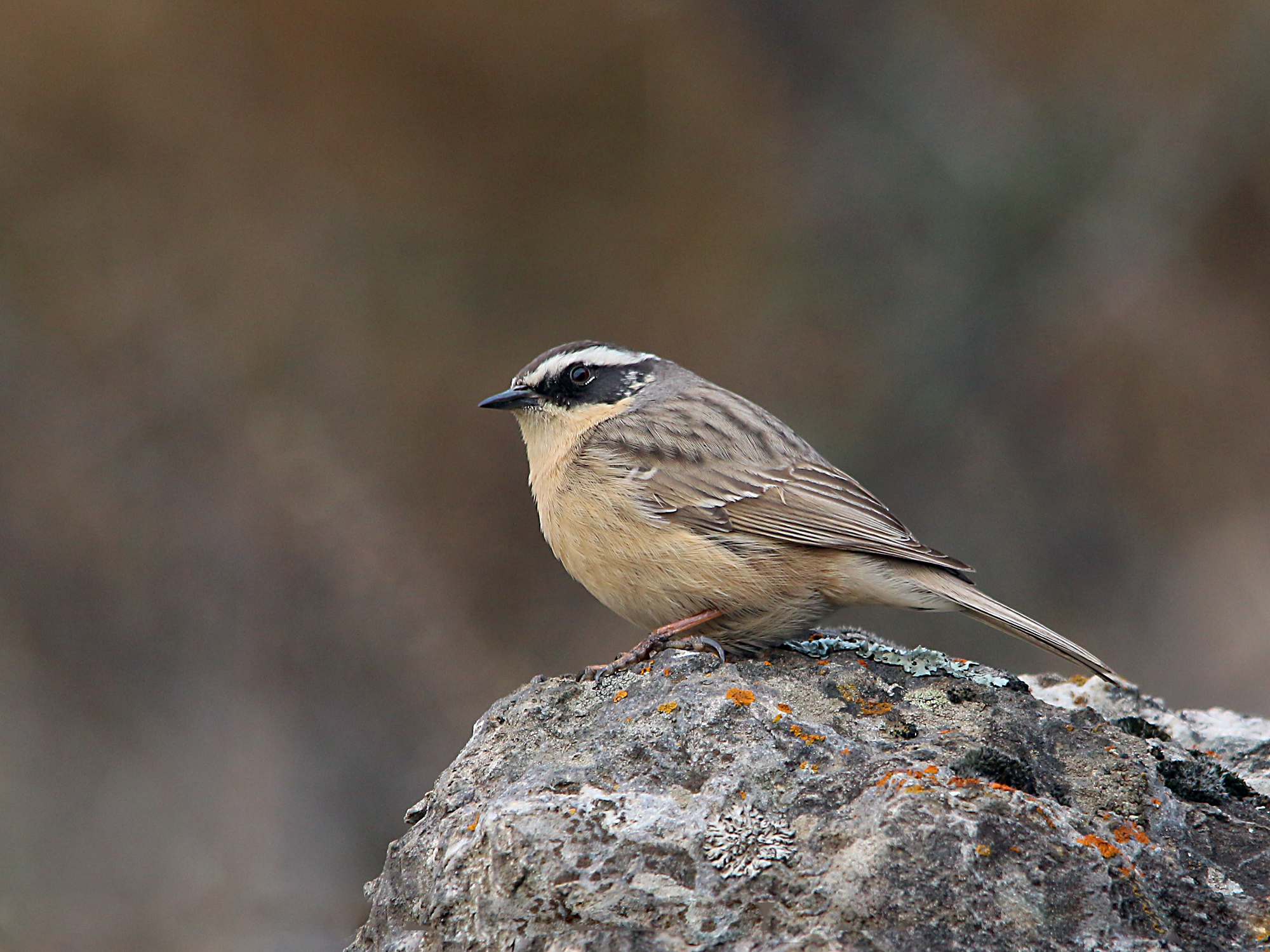
Brumăriță brună (Prunella fulvescens)